# Diisopropylzink
Diisopropylzink ist eine zinkorganische Verbindung, die als Reagenz in der Soai-Reaktion Bedeutung hat und zur Herstellung anderer zinkorganischer Verbindungen dient.

## Herstellung
Diisopropylzink ist durch Reaktion von Zinkbromid mit Isopropylmagnesiumbromid in Diethylether zugänglich. Letzteres kann wiederum durch Reaktion von 2-Brompropan mit elementarem Magnesium gewonnen werden.

## Eigenschaften
Diisopropylzink ist luft- und wasserempfindlich und pyrophor. Im Gegensatz zu Dimethylzink, das unter inerten Bedingungen bei Raumtemperatur stabil ist, zersetzt sich Diisopropylzink ab 0 °C.

## Reaktionen
Diisopropylzink wirkt als Nukleophil in der Soai-Reaktion. Dabei wird es an Verbindungen wie Pyridin-3-carbaldehyd oder Pyrimidin-5-carbaldehyd addiert. Die Reaktion ist dahingehend besonders, dass sie sowohl autokatalytisch als auch enantioselektiv abläuft, sodass eine kleine Menge eines Produkt-Enantiomers eine starke Induktion ausübt und ausgehend von einem fast racemischen Edukt einen hohen Enantiomerenüberschuss ergibt.
Durch Reaktion eines Alkyliodids mit Diisopropylzink sind andere Organozinkverbindungen zugänglich. Eine analoge Reaktion ist zwar auch mit Diethylzink möglich, jedoch unter weniger milden Bedingungen.